# محمد جعمور
محمد جعمور مواليد 15 أكتوبر 1991 في مدينة حمص السورية، هو لاعب كرة قدم سوري يلعب حاليا في الدوري السوري الممتاز مع نادي الكرامة في خط الوسط.